# 蓼沼宏一
蓼沼 宏一（たでぬま こういち、1959年10月12日 - ）は、日本の経済学者。専門は社会的選択理論、厚生経済学、ゲーム理論。第17代一橋大学学長。Ph.D. in Economics（ロチェスター大学）。

## 人物・経歴
東京都国立市出身。父は第8代一橋大学学長蓼沼謙一。第10代東京芸術大学学長の澤和樹は義兄。国立市立国立第三小学校、国立市立国立第一中学校を経て、1978年東京都立立川高等学校卒業、1982年一橋大学経済学部卒業。父が法学部教授であったため、大学で父と顔を合わせるのを避けるため経済学部に進学した。
3年次からは財政学の石弘光教授（第14代一橋大学学長）のゼミナールに所属。三須和泰日本ホッケー協会会長は大学のホッケー部の3年先輩。
一橋大学大学院経済学研究科修士課程修了後、1989年ロチェスター大学大学院経済学博士課程修了、Ph. D. in Economics（博士（経済学））。指導教授はウィリアム・トムソン。翌1990年から一橋大学で教鞭を執る。
現職の山内進学長（当時）が海外短期語学留学必修化を推進していたのに対し、蓼沼は財源や教育効果の観点から海外短期語学留学必修化に反対して学長選に立候補し、2014年7月の選考会議において学長として選出された。同年12月に正式に学長に就任した（任期は4年間）。
2015年の学長選考規則改正により新設された再任制度により、2018年に学長選考会議で学長に再任された。任期は2年間。同年、国立大学法人一橋大学社会科学の発展を考える円卓会議を設立し同委員就任。
2020年文部科学省文化審議会委員、タダノ顧問。2021年タダノ取締役。
2023年3月一橋大学大学院経済学研究科特任教授に就任

### 職歴
- 1990年4月 - 1992年3月 一橋大学経済学部講師
- 1992年4月 - 1998年3月 一橋大学経済学部助教授
- 1993年4月 - 1995年3月 ロチェスター大学経済学部客員研究員
- 1998年4月 - 2000年3月 一橋大学経済学研究科助教授
- 2000年4月 - 現在 一橋大学経済学研究科教授
- 2004年3月 - 2004年5月 ポー大学経済学部客員教授
- 2011年4月 - 2013年3月 一橋大学経済学研究科研究科長
- 2014年12月 - 2020年8月31日[14] 一橋大学学長（2期、2020年11月末の任期満了予定日の前に退任）
- 2023年3月　一橋大学大学院経済学研究科特任教授[12][13]

### 学会活動
- 1992年 財団法人東京経済研究センター理事
- 1999年 "Review of Economic Design"副編集長
- 2006年 The Society for Social Choice and Welfare理事、日本学術会議連携会員[15]
- 2008年 "Social Choice and Welfare"副編集長[16]

### 社会的活動
- タダノ取締役[11]
- 内閣府経済社会構造に関する有識者会議財政と社会保障の持続可能性に関する制度・規範ワーキング・グループ委員[17]
- 独立行政法人日本学術振興会科学研究費助成事業審査第三部会社会科学小委員会委員
- 日本産学フォーラム委員[18]
- 文部科学省文化審議会委員[10]

### 研究活動
一橋大学・学生時代には指導教官であった石弘光の下で公共経済学を専攻していたが、人々の幸せを高めるための経済システムとはどうあるべきなのか、といったことを考える厚生経済学や社会的選択に興味を持ち始めロチェスター大学への留学を機に本格的に厚生経済学・社会選択理論を研究するようになった。現在では主に鈴村興太郎や吉原直毅との共同研究が多く、研究内容は以下の6つに大別される。
- 1. 資源配分ルールの公理的研究： 資源配分ルールの効率性，衡平性，斉合性といった望ましい特性について公理的に研究する。主要業績： “No-Envy and Consistency in Economies with Indivisible Goods,” Econometrica.
- 2.協力ゲームの解の公理的研究： 協力ゲームの解の特性を公理的に分析する。主要業績： “ReducedGames, Consistency and the Core,” International Journal of Game Theory．
- 3.社会的選択と個人のインセンティブとの両立可能性： 個人の戦略的行動の下で望ましい社会的選択が実現可能なのかを検証する。主要業績： “Games of Fair Division,” Games and Economic Behavior．
- 4.社会的選択の情報的基礎： 資源配分の社会的順序を整合的に構成するためには，個人の選好に関してどれだけの情報が必要であるのかを理論的に解明する。主要業績： “Arrovian Aggregation in Economic Environments: How Much Should We Know About Indifference Surfaces?” Journal of EconomicTheory．
- 5.衡平配分理論とアロー社会的選択理論の統合： 2つの独立した学派として発展してきた衡平配分理論とアロー社会的選択理論を統一的なフレームワークで把握し融合する。主要業績： “Efficiency First or Equity First? Two Principles and Rationality of Social Choice,”Journal of EconomicTheory．
- 6.地球温暖化問題における効率・衡平・交渉： 温室効果ガス排出権の配分の効率性，衡平性と国際交渉の帰結について理論的に分析する。主要業績： 「地球温暖化緩和への国際交渉―ゲーム論的分析―」『経済研究』

## 著書
- Consistency of Solutions for Social Decision Problems,Ph. D. Dissertation, University of Rochester 1989年
- Rational Choice and Social Welfare: Theory and Applications（共編著）, Springer 2008年
- 『幸せのための経済学――効率と衡平の考え方』, 岩波書店 2011年, ISBN 978-4005006885

### 寄稿
- Equity and Efficiency in Overlapping Generations Economies（共著）, John Roemer and Kotaro Suzumura (eds.), Intergenerational Equity and Sustainability,International Economic Association Conference Volume, Palgrave, 143号20-35頁 2007年
- Normative Approaches to the Issues of Global Warming: Responsibility and Compensation（共著）, John Roemer and Kotaro Suzumura (eds.), Intergenerational Equity and Sustainability,International Economic Association, Conference Volume, Palgrave 143号320-336頁 2007年
- Choice-Consistent Resolutions of the Efficiency-Equity Trade-Off, P. K. Pattanaik, K. Tadenuma, Y. Xu, and N. Yoshihara (eds.), Rational Choice and Social Welfare: Theory and Applications, Springer 119-138頁 2008年
- Partnership, Solidarity, and Minimal Envy in Matching Problems , Marc Fleurbaey, Maurice Salles, and John Weymark (eds.), Social Ethics and Normative Economics: Essays in Honour of Serge-Christophe Kolm, Springer 155-167頁 2011年 単行本, ISBN 978-3-642-17806-1
- 「球温暖化問題における効率・衡平・交渉」, （今井晴雄・岡田章編『ゲーム理論の応用』所収）勁草書房 173-206頁 2005年
- 「比較経済システムとしてのビザンツ―大月康弘著『帝国と慈善 ビザンツ』を読んで」, 『創文』創文社 482号10-13頁 2005年
- 「重複世代経済における衡平性と効率性」（共著）, （鈴村興太郎編『世代間衡平性の論理と倫理』所収）東洋経済新報社 59-80頁 2006年
- 「地球温暖化の厚生経済学」（共著）, （鈴村興太郎編『世代間衡平性の論理と倫理』所収）東洋経済新報社 107-135頁 2006年
- 「社会厚生と社会評価」，（須賀晃一編『公共経済学講義 -- 理論から政策へ』所収）有斐閣，2014年

### 主な研究論文
- No-Envy and Consistency in Economies with Indivisible Goods（共著）, Econometrica 59巻6号1755-1767頁 1991年
- Do Irrelevant Commodities Matter?（共著）, Econometrica 75巻1143-1174頁 2007年 学術雑誌
- Universal Social Orderings: An Integrated Theory of Policy Evaluation, Inter-Society Comparisons, and Interpersonal Comparisons（共著）, Review of Economic Studies 81巻3号1071-1101頁 2014年